# Jan I Wielki Komnen
Jan I Komnen, Jan Wielki Komnen Aksouchin, gr. Ιωάννης Α΄ Μέγας Κομνηνός Αξούχος (zm. 1238) – cesarz Trapezuntu od 1235 r. Najstarszy syn współtwórcy państwa, Aleksego I i Teodory Aksouchiny.

## Życiorys
W chwili śmierci ojca (1222) był prawdopodobnie dzieckiem i władzę w państwie przejął jego szwagier Andronik I. Jan objął tron po śmierci Andronika. O życiu i krótkim panowaniu cesarza nie zachowały się informacje. Zmarł w 1238 r. wyniku wypadku podczas popularnej na terenach bizantyńskich gry, będącej poprzednikiem współczesnego polo.
Jan miał syna Joannikiosa, ale władcą po nim został brat, Manuel I, który wysyłał Joannikiosa do klasztoru. Okoliczności przejęcia władzy nie są jasne. Z niektórych źródeł można domyślać się pośrednio, że Joannikios sprawował bardzo krótko władzę i abdykował, po czym udał się do klasztoru.